# 黒部ルート
黒部ルート（くろべルート）は、富山県黒部市の黒部峡谷鉄道本線欅平駅から、関西電力（関電）仙人谷ダムと黒部川第四発電所を経て中新川郡立山町の黒部ダムまでを結ぶ、複数の輸送手段の総称である。
黒部川第三発電所（仙人谷ダム）・同第四発電所建設のための工事用ルートとして建設され、これら黒部川上流部発電施設の保守運営のための人員・資機材輸送に利用されている。また、黒部宇奈月キャニオンルート（くろべうなづきキャニオンルート）の名称で、観光ルートとして一般に開放される予定となっている。

## 構成

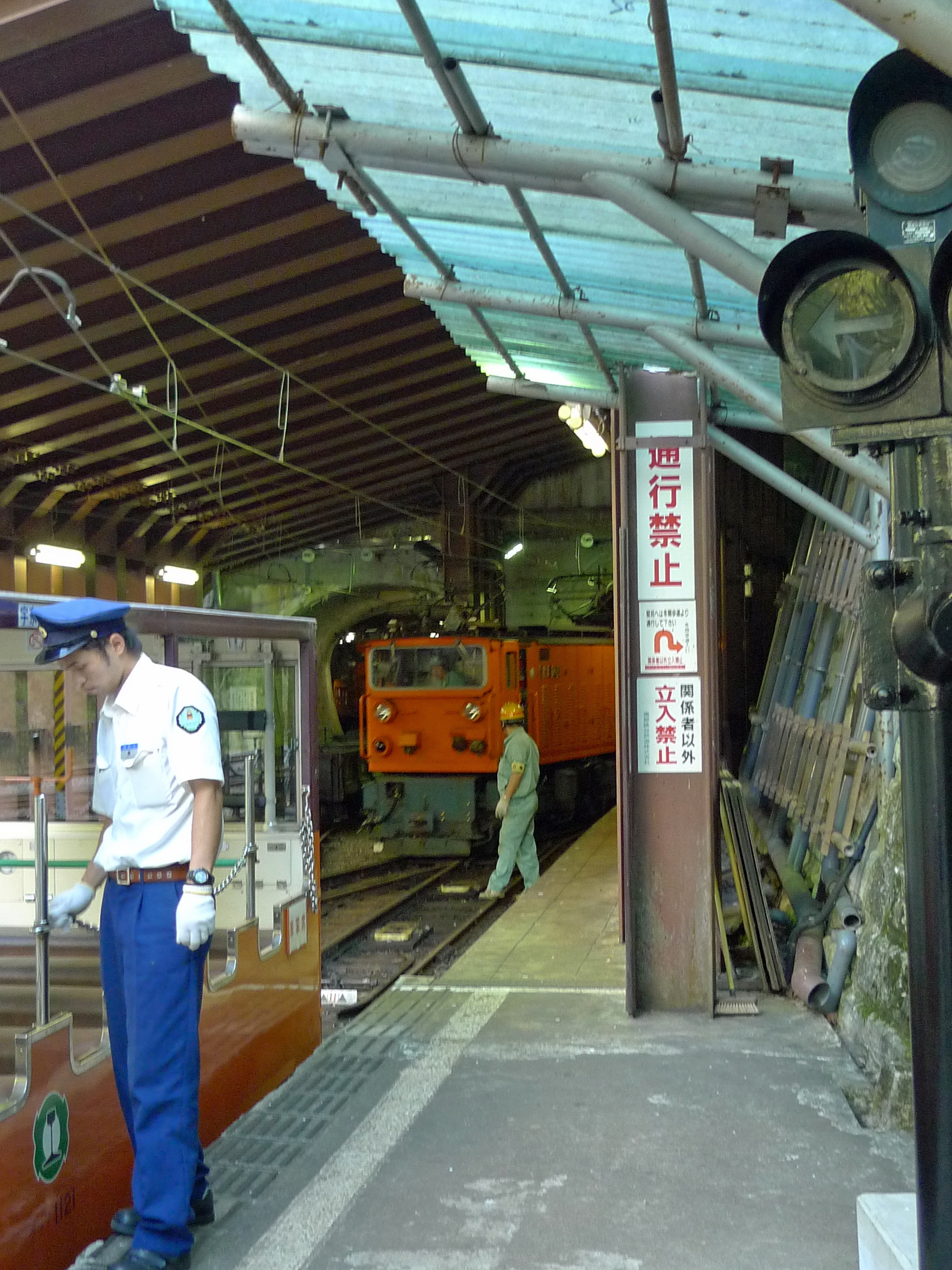
欅平駅ホームより見た下部専用鉄道方面

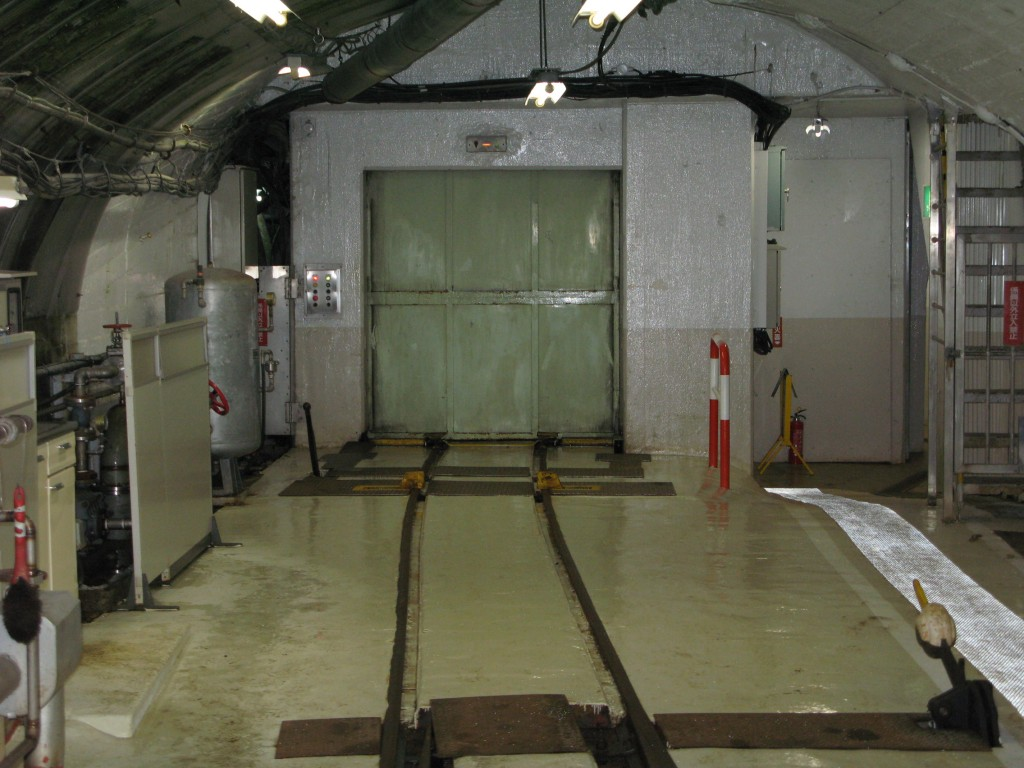
竪坑エレベーター

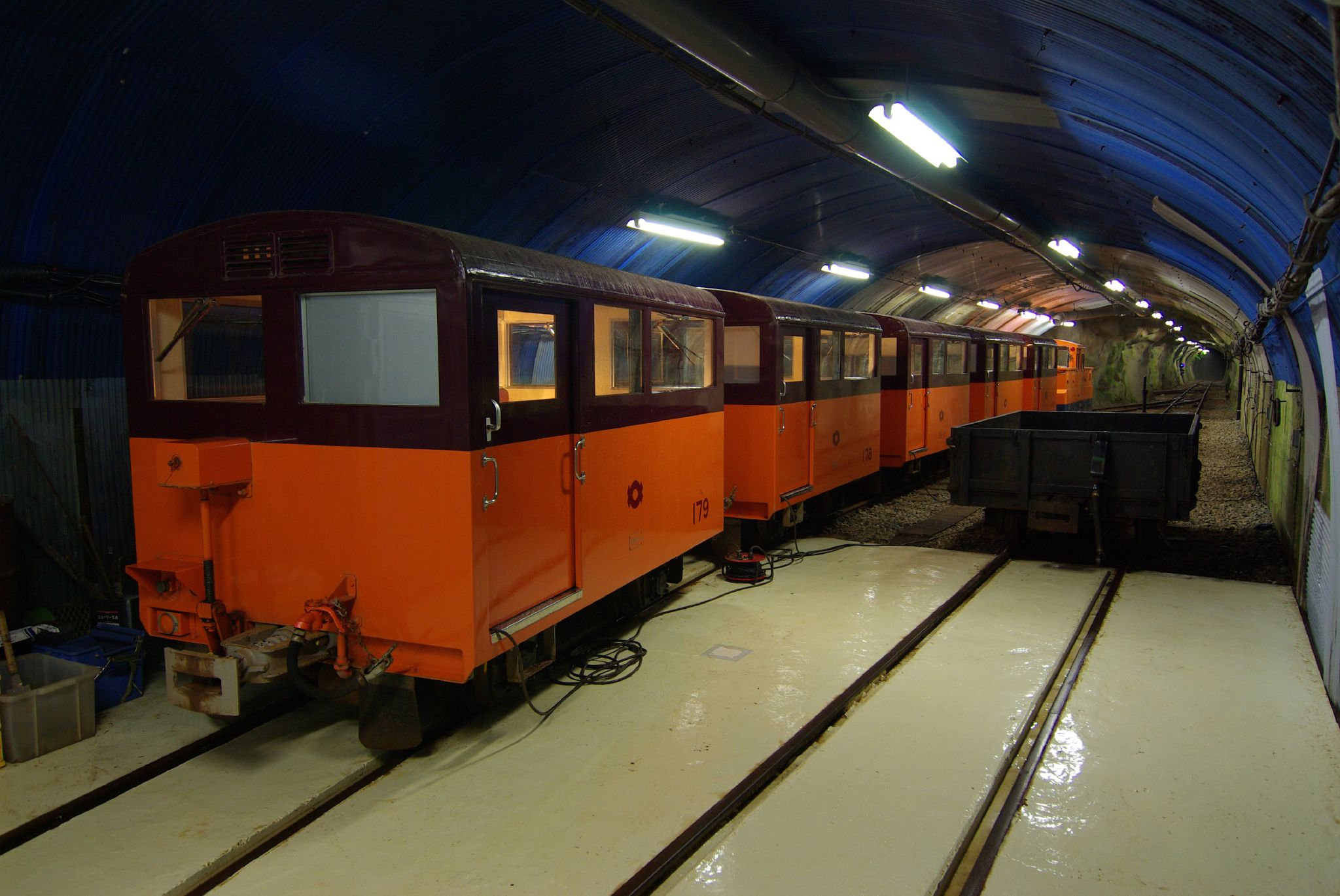
上部専用鉄道（欅平上部駅）

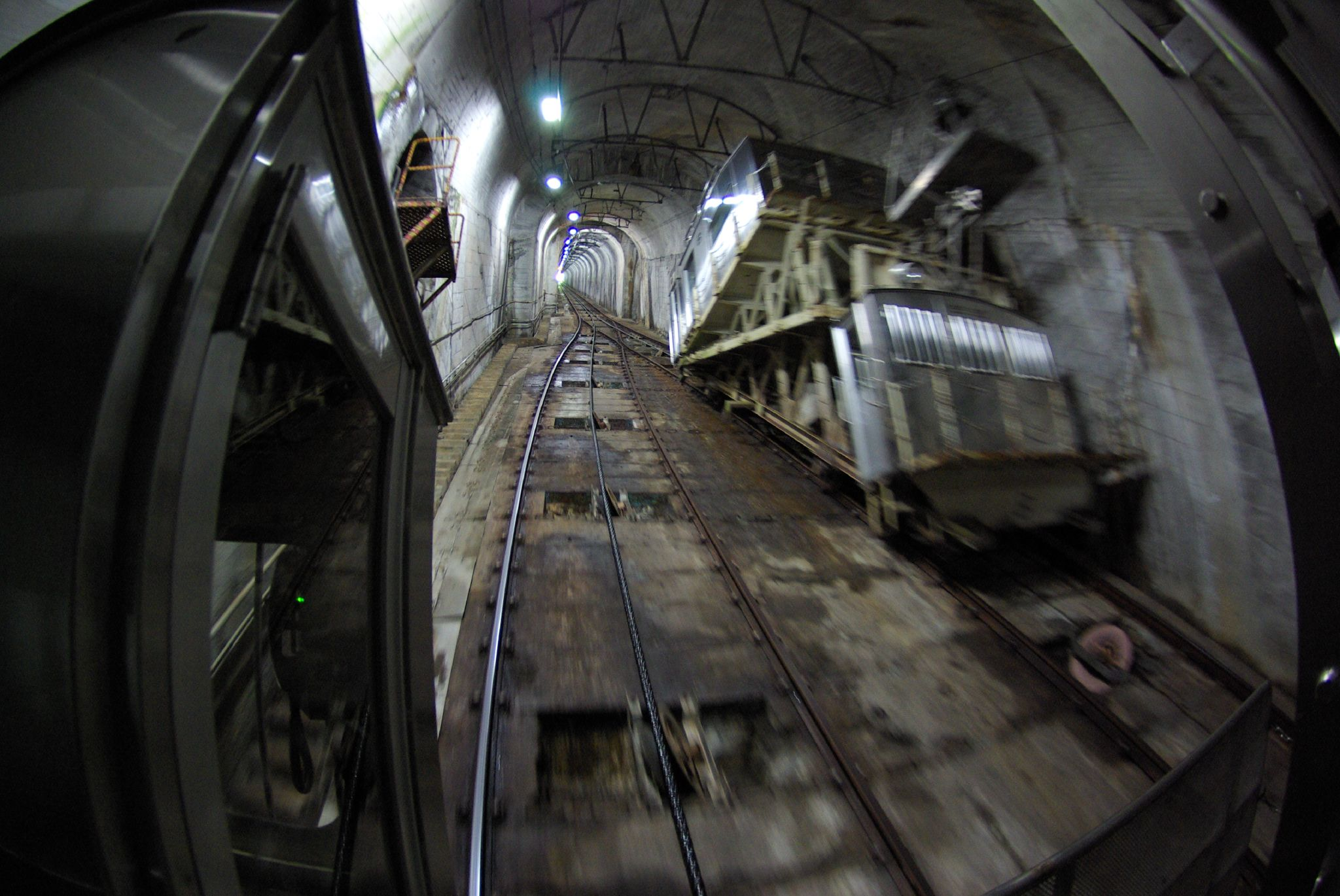
インクライン

黒部ルートは以下の輸送手段で構成される。
| 駅 | 標高                                    | 輸送手段             | 名称         | 距離    | 所要時間 | 自治体 | 竣工年 |
| --- | --------------------------------------- | -------------------- | ------------ | ------- | -------- | ------ | ------ |
| 黒部峡谷鉄道本線に接続（宇奈月方面）                                                                             |                                         |                      |              |         |          |        |        |
| 欅平駅 | 600 m                                   | トロッコ列車         | 下部専用鉄道 | 0.5 km  | 3分      | 黒部市 | 1939年 |
| 欅平下部駅 | 600 m                                   | トロッコ列車         | 下部専用鉄道 | 0.5 km  | 3分      | 黒部市 | 1939年 |
| エレベーター | 600 m                                   | 竪坑エレベーター     | 0.2 km       | 1分20秒 |          | 黒部市 | 1939年 |
| エレベーター | 欅平上部駅                              | 竪坑エレベーター     | 0.2 km       | 1分20秒 | 800 m    | 黒部市 | 1939年 |
| トロッコ列車 | 欅平上部駅                              | 上部専用鉄道         | 6.5 km       | 32分    | 800 m    | 黒部市 | 1939年 |
| トロッコ列車 | 仙人谷駅                                | 上部専用鉄道         | 6.5 km       | 32分    | 859 m    | 黒部市 | 1939年 |
| トロッコ列車 | 仙人谷駅                                | 上部専用鉄道         | 6.5 km       | 32分    | 859 m    | 黒部市 | 1959年 |
| トロッコ列車 | 黒部川第四発電所前駅 インクライン下部駅 | 上部専用鉄道         | 6.5 km       | 32分    | 869 m    | 黒部市 |        |
| インクライン | 黒部川第四発電所前駅 インクライン下部駅 | インクライン         | 0.815 km     | 20分    | 869 m    | 黒部市 |        |
| インクライン | インクライン上部駅 （作廊駅）           | インクライン         | 0.815 km     | 20分    | 1,325 m  | 黒部市 |        |
| バス | インクライン上部駅 （作廊駅）           | 黒部トンネル専用バス | 10.3 km      | 40分    | 1,325 m  | 黒部市 |        |
| バス | 黒部ダム駅                              | 黒部トンネル専用バス | 10.3 km      | 40分    | 1,470 m  | 立山町 |        |
| 立山黒部アルペンルートに接続（信濃大町方面：関電トンネル電気バス／立山方面：徒歩経由で黒部ケーブルカー黒部湖駅） |                                         |                      |              |         |          |        |        |

### 下部専用鉄道
黒部峡谷鉄道の欅平駅から続くトロッコ列車の線路をそのまま約500 m進み、スイッチバックしてさらに80 m進んだところにある欅平下部までの区間。欅平駅から欅平下部までの所要時間は3分である。スイッチバックが設けられているのは、竪坑エレベーターで輸送する車両が貨車・客車のみで、牽引する機関車は積載しないため、機関車を先頭にして進入すると不都合であることによる。

### 竪坑エレベーター
欅平下部から標高差200 mをエレベーターで上り、欅平上部に達する。所要時間は1分20秒である。欅平付近は勾配が強すぎて黒部川沿いにトロッコ列車の線路を通せなかったため、直径5.5 m・高さ200 mの竪坑を掘り、その中にエレベーターが設置された。人員用（乗用、定員6名）と人荷用（人員・荷物共用、定員36名）の2基のエレベーターがあり、人荷用は床面にレールが敷かれ、欅平駅から直通してきた貨車をそのまま搭載できる仕様となっている。

### 上部専用鉄道
この区間は、下部専用鉄道から竪坑エレベーターを経由してきた貨車・客車が引き続きトロッコ列車として運行する。もともとは仙人谷ダム建設のための資材輸送路として欅平上部から仙人谷までの5.7 kmを掘ったトンネルである。のちに黒部川第四発電所の建設に伴い、仙人谷から黒部川第四発電所まで800 m延伸され、6.5 kmとなった。うち、巻立トンネルが1.6 km、カルバート敷設部分が0.3 km、素掘りトンネル部分が4.5 km、明かり区間（仙人谷で黒部川を渡るために外に出る区間）が0.1 kmである。欅平から仙人谷までは黒部川の左岸側を進むが、仙人谷で黒部川をまたぎ越してからは、ルート終点の黒部ダムまで右岸側を通っていく。
欅平側から順に、蜆坂谷・志合谷・折尾谷・阿曽原・仙人谷の途中駅（停車場）がある。
阿曽原と仙人谷の間には、掘削工事の際に岩盤温度166℃を記録したほど非常に高温の「高熱隧道」と呼ばれる約500 mの区間が存在する。高温による燃料発火の恐れがあることからディーゼル機関車は運行できず、また岩盤の硫黄により電気設備が腐食するため電化はされていないことから、電気機関車も走ることができない。このため、上部専用鉄道では蓄電池式の機関車が使用されている。また、客車も高熱隧道に対応した耐熱構造、落石に備えた耐圧構造になっている。
欅平上部から黒部川第四発電所までの所要時間は32分である。

### インクライン
黒部川第四発電所側と黒部ダム側の高低差456 mを解消するため、長さ815 m・斜度34度の斜坑内に設置されたインクラインで、大成建設が発電所本体の建設とともに工事を担当した。黒部川第四発電所前にあるインクライン下部と、黒部川の作廊谷付近にあるインクライン上部（作廊）を結ぶ。所要時間は20分である。なお、傾斜34度=674.5‰という数値は鉄道事業法による国内最急勾配の高尾鋼索線を上回る。
軌間は2,000 mmである。通常、インクラインの走行方式は単線式や循環式が多いが、このインクラインは一般的な旅客用ケーブルカーと同じ交走式であり、中間点で搬器同士の行き違いが可能となっている。客室ケージは定員36名で着脱式になっており、客室ケージを取り外すと荷台が現れて大きな貨物の輸送ができるようになっている。竪坑エレベーターの耐荷重が最大4.5 tであるのに対し、このインクラインは最大25 tを運ぶことができるため、発電所で使われる水車や変圧器などの重量物はインクラインを経由して輸送されている。

### 黒部トンネル専用バス
インクライン上部（作廊）から黒部ダムまでの10.3 kmは道路トンネルとなっており、この区間専用のバスが運行されている。所要時間は40分である。バスは一般的なディーゼルエンジン車が使用されているが、将来電気バスに切り替える構想もある。
トンネルは、インクライン側から佐藤工業が、黒部ダム側から熊谷組がそれぞれ掘り進めて完成した。貫通の際、お互いのトンネルのずれはわずか2 cmであったという逸話もある。トンネルの途中には、掘削工事の際に土砂を搬出するのに使われた横坑が5か所ある。

## 黒部ルート見学会と一般開放・旅行商品化
黒部ダムおよび黒部川第四発電所建設に当たり、関電は中部山岳国立公園の特別地域である現地に工作物を設置する許可を得るため、当時環境行政を所管していた厚生省に「黒部ルートは、工事竣工後は支障のない限り国立公園の利用に供する」ことを誓約する文書を提出した。これに対し厚生省は「工事用に建設される道路は、工事竣工後一般の利用に供すること」という条件で建設を許可していた。しかし、1966年になり、関電は「安全上の問題や、発電所運営上の支障がある」ことを理由に、黒部ルートの一般開放はできない旨を厚生大臣に伝えた。その後も、地元議員などが厚生省による条件を根拠に黒部ルートの一般開放を繰り返し関電に求めていたのに対し、関電は安全面の問題を盾に要求に応じようとせず、議論は平行線の状態が続いていた。
1996年、黒部ルートにおいて公募制の無料見学会を開催することで関電と富山県が合意し、同年度より関電の主催による「黒部ルート見学会」が開始された。これにより、この見学会に応募し当選すれば、一般客も黒部ルートの利用が可能となった。しかし、この見学会は6月から11月の間の平日のみ、年間で計34回（1997年度までは25回）のみの実施であり、例年、募集定員の年間2,040人（同1,000人）に対して3 - 4倍ほどの応募が集まっている状況で、参加できる機会はきわめて限られていた。
2016年、富山県が設置し関電も参加した「『立山黒部』の保全と利用を考える検討会」の中で「黒部ルート見学会の旅行商品化プロジェクト」が提案された。このプロジェクトでは、黒部ルートが一般開放されていないために立山黒部アルペンルートと合わせた周遊ができないことが指摘されたうえで、見学会の参加機会を増やすことを目的に、人数枠の拡大や実施回数の追加（土日祝日の開催）、また参加を抽選ではなく予約先着順とすることなどが検討された。これに対し関電側は、前向きに協力するとしつつも、黒部ルートの総輸送能力を年間20,000人ほどと開示したうえで、そのうち15,000人を電力施設の維持管理を行う作業員に充てていること、残り5,000人から見学会の枠2,040人を引いた約3,000人については、輸送需要変動の調整用途に加えて、顧客や営業先などの社客を招待する枠として利用していることを挙げ、関電の営業戦略として社客枠を重視しているため、この枠を旅行商品のために放出するのは困難であると主張した。また、旅行商品化した場合は従来の安全対策のみでは不十分となるという考えも表明し、旅行商品化については難色を示していた。
一方、富山県側は、「『立山黒部』の保全と利用を考える検討会」の後身となる県の有識者会議「『立山黒部』世界ブランド化推進会議」に関係省庁の職員らを招き、国土交通省の担当課長から「黒部ルートの一般開放に当たって鉄道事業法上の事業許可は必要ない」というコメントを得るなど関電側の懸念事項を解決していき、2018年夏に富山県知事の石井隆一が関電本社を訪ねて社長の岩根茂樹と直接会談した結果、同年10月17日に関電と富山県の間で「黒部ルートの一般開放・旅行商品化に関する協定」が締結された。
この協定により、2019年以降の見学会および一般開放後は、平日だけでなく土曜・休日も受け入れることになった。また、関電が2023年度で見学会の公募を終了するとともに、富山県と提携する旅行会社が2024年度から6月から10月までの期間内に原則として8,000人、気象面などの条件が整った年には最大1万人を受け入れる計画となった。
関電は一般開放に向けた準備として、ルート内の安全対策工事を2019年10月から約4年半にわたって実施。トンネルの落盤対策としてモルタル吹き付けやウレタン注入、ロックボルト打設などを行ったほか、避難通路を整備した。また上部専用鉄道向けに、新型の機関車2両と耐熱客車10両を導入した。機関車は自動列車停止装置と緊急列車停止装置を装備し、客車は火災などの際に乗客が速やかに避難できるよう前後に非常脱出口を設けている。
観光ルートとしての名称は、2021年に富山県が行った公募により2022年9月に「黒部宇奈月キャニオンルート」と決定した。2023年10月の富山県の会見では、料金は1泊2日の基本コースで1人当たり13万円程度となる見通しが示された。この金額には立山黒部アルペンルートと黒部峡谷鉄道の運賃に加え、同行するガイド・安全添乗員、食事と宿泊などの費用が含まれる。なお、黒部ルート内の乗り物については、見学会と同じく乗車無料という扱いである。
ツアー開始時期は、当初2024年度からの予定であったが、2024年1月1日に発生した能登半島地震で黒部峡谷鉄道が被災し、欅平までの開通が不可能となった影響で延期となっている。

### 参加条件
本来は関電の事業用に供されているルートであるため、黒部ルート見学会では参加に当たって以下の条件が付されていた。旅行商品化された黒部宇奈月キャニオンルートでもこれに準じた参加条件となっている。
- 参加可能年齢は11歳以上
- 乗り物の乗降や階段の歩行に支障がないこと
- 狭いトンネル内の通行や階段の昇降があるため、杖や車椅子などの歩行補助器具は利用不可
- 妊娠中の人、乗り物酔いしやすい人、重度の閉所・高所恐怖症の人は参加を控えることを求める
- 乗り物の車内が狭いため、手荷物は膝上に抱えられる大きさのリュックサック1個程度とする

## 黒部峡谷パノラマ展望ツアー
欅平周辺の魅力向上のため、黒部ルートの一部を利用した「黒部峡谷パノラマ展望ツアー」が、富山県、黒部市、関電、黒部峡谷鉄道、黒部・宇奈月観光局の連携協力により2015年から実施されていた。黒部峡谷鉄道本線の宇奈月駅と黒部ルートの欅平上部駅間を日帰りで往復するツアーで、欅平上部とその付近にある展望台でのガイドによる案内、欅平駅付近でのフリータイムが含まれるという内容であった。
旅行商品として販売（2023年は7,000円、販売は三重交通観光販売システムズに委託）されており、6月から11月までの金曜・土曜・日曜・月曜に、1日当たり3回実施。行程は宇奈月駅発着のみで、欅平駅などコース途中からの参加は不可となっていた。
黒部宇奈月キャニオンルートの開始予定に伴う内容の見直しにより、2023年で実施を終了した。